# هیروشی ناگاتا
هیروشی ناگاتا (ژاپنی: 永田 寛؛ ۳۰ اوت ۱۹۰۷ – ۴ اوت ۱۹۶۱) بازیکن هاکی روی چمن اهل ژاپن بود.